# Jaderná elektrárna Krümmel
Jaderná elektrárna Krümmel leží v severoněmeckém Geesthachtu jihovýchodně od Hamburku a jejím srdcem je varný reaktor o výkonu 1400 MW. Byla uvedena do provozu v roce 1983 a je vlastněna z 50 % firmou Vattenfall a z 50 % společností E.ON.

## Kontroverze a nehody
Od roku 1986 se v okolí vyskytl vysoký počet onemocnění leukémií. Ačkoli byla podezírána jaderná elektrárna, nebyla objasněna příčina vzniku těchto onemocnění.
28. června 2007 elektrický zkrat způsobil požár transformátoru, v jehož důsledku byla elektrárna odstavena. Do provozu byla znovu uvedena až téměř po dvou letech v červnu 2009.
4. července 2009 byl reaktor opět odstaven v důsledku podobného zkratu na transformátoru jako v roce 2007. Do provozu by měla byt elektrárna znovu uvedena až v dubnu nebo v květnu 2010, protože nemá k dispozici náhradní transformátor.

## Uzavření jaderné elektrárny Krümmel
Rozhodnutí o uzavření jaderné elektrárny Krümmel bylo učiněno po havárii v jaderné elektrárně Fukušima. Krümmel byl uzavřen v roce 2011 spolu s dalšími 7 jadernými elektrárnami, což pro Německo znamenalo výpadek 8400 MW výkonu.